# Листнаволок
Листна́волок (карел. Lehtiniemi) — деревня в составе Кяппесельгского сельского поселения Кондопожского района Республики Карелия Российской Федерации. Находится в устье реки Уница, впадающей в Уницкую губу Онежского озера.

## Население
| 2002 | 2009 | 2010 | 2013 |
| ---- | ---- | ---- | ---- |
| 10   | ↘3   | ↘0   | →0   |

## История
Впервые упоминается в Писцовых книгах Обонежской пятины в 1563 году.